# グリゴーリイ・チュフニーン
グリゴーリイ・パーヴロヴィチ・チュフニーン（ロシア語:Григо́рій Па́вловичъ Чухни́нъグリゴーリイ・パーヴラヴィチュ・チュフニーン、1848年 - 1906年6月28日）は、ロシア帝国の海軍軍人、海軍中将である。

## 概要

### バルト艦隊
ヘルソン県・ニコラーエフで貴族の家庭に生まれた。
ツァールスコエ・セローにあった貴族の子弟のためのアレクサンドル幼年学校で学んだ。1858年8月には、海軍幼年学校に入学し、1865年4月には士官候補生となり、1871年1月1日には海軍中尉となった。1869年から1876年まで、フリゲート「ポジャールスキー公」とコルベット「ヴァリャーグ」に乗艦した。絵画を描き、英語を解し、園芸をこよなく愛した。
その後、上級士官として巡洋艦「アージヤ」で1878年から1879年まで、コルベット「アスコーリト」で1879年から1882年まで、クリッパー「ガイダマーク」で1882年4月10日から、フリゲート「ゲネラール＝アドミラール」で1882年から1886年まで任務に就いた。1886年には海軍大佐として初めて艦長として航洋砲艦「マンジュール」に乗艦した。1890年までその任を務めたのち、1892年には沿岸防御装甲艦「ネ・トローニ・メニャー」の艦長に就任した。同年には一等巡洋艦「パーミャチ・アゾーヴァ」の艦長に就任し、その任を1896年まで務めた。その間には、アメリカ合衆国行きも予定されたが修理が間に合わずに中止された。しかし、活発に航海を行い、地中海にも赴き、コペンハーゲンやトゥーロン、サラミス島を訪問した。とりわけ、極東への駐留は日本への牽制として大きな意味があり、チュフニーンが指揮した頃は「パーミャチ・アゾーヴァ」はロシアの極東海上戦力で最も強力な軍艦であった。
1896年にはバルト艦隊太平洋艦隊の副長官を務め、1896年から1901年4月1日にかけてはウラジオストク港指揮官を務めた。同日再び太平洋艦隊の副長官に就任し、1902年までその任を務めた。1902年から1904年のあいだは、N・G・クズネツォフ記念海軍アカデミー（ニコライ海軍アカデミー）長官と海軍幼年学校長を務めた。

### 黒海艦隊
1904年4月2日付けで、黒海艦隊と黒海港湾の総指揮官に任命された。
1905年11月15日、当時のロシアの著名な作家A・I・クプリーンはセヴァストーポリの蜂起で叛乱を起こした巡洋艦「オチャーコフ」に対する冷酷な鎮圧の目撃者となった。そして、「セヴァストーポリでの出来事 События в Севастополе」 というルポルタージュを書いてその詳細を告発した。1905年12月1日発行のサンクトペテルブルクの新聞『我らが生活 Наша жизнь』紙にルポルタージュは掲載されたが、チュフニーンはセヴァストーポリにてこれを読み、すぐさま作家に対し3 昼夜いないにセヴァストーポリ総督府より退去するよう命じた。クプリーンはこのルポルタージュにてチュフニーンを「かつて桁端に吊るされて揺れる水兵らとともに外国の港に入っていった」人物であると評したが、このような人物描写がされていたこととの関連はしばらく見つけられなかった。
1906年1月27日には、社会革命党員（エスエル）であるYe・A・イズマーイロヴィチが、請願者に扮して宮殿にてチュフニーンへ回転式拳銃で数発撃った。提督は肩と腹部を負傷したが、一命は取り留めた。
同年2月19日、サンクトペテルブルクから叛乱蜂起者に対する法令上の最高指令が下された。3月3日、チュフニーンは叛乱の首謀者P・P・シュミット大尉、S・チャースニク中尉、水兵のA・グラトコーフとN・アントネーンコに対し死刑を宣告した。

### 暗殺
彼の生命を狙った失敗した企みのため、チュフニーンは特別の護衛を周囲に置かざるを得なくなった。それにも拘らず、1906年6月28日には自分のダーチャ「オランダ」邸にて何者かによって殺害された。
雑誌『徒刑と流刑 Каторга и Ссылка»』誌1925年第5（18）号に載せられた回想録「どのようにして私は黒海艦隊の鎮圧者チュフニーン提督を殺害したか Как я убил усмирителя Черноморского флота адмирала Чухнина」において、チュフニーンはこの回想録の筆者、黒海艦隊の水兵Ya・S・アキーモフ によって殺害されたということになった。尤も、新聞『ロシアの言葉 Русское слово』紙1906年7月13日（7月30日）からの引用を載せた『旧聞 Газетные старости』を信じれば、アキーモフは事件のすぐあとに名前を挙げられていた。「チュフニーン提督の身体は宮殿へ運ばれた。犯罪が実行された直後、ダーチャ「オランダ」邸の園丁助手で、事件の瞬間にアリバイのなかった水兵のアキーモフに容疑が掛けられた。」
M・レジーンスキイの論文「文学のセヴァストーポリ」では、ソ連の作家N・N・ニカンドロフ（シェフツォーフ）が「水兵アキーモフ」という筆名を用いていたとされている
チュフニーンは、セヴァストーポリにある聖亜使徒ヴラジーミル公修道院に葬られた。